# Первомайское муниципальное образование (Ровенский район)
Первомайское муниципальное образование — сельское поселение в Ровенском районе Саратовской области Российской Федерации.
Административный центр — село Первомайское.

## История
Статус и границы сельского поселения установлены Законом Саратовской области от 29 декабря 2004 года № 115-ЗСО «О муниципальных образованиях, входящих в состав Ровенского муниципального района».

## Население
| 2010  | 2011  | 2012  | 2013  | 2014  | 2015  | 2016  |
| ----- | ----- | ----- | ----- | ----- | ----- | ----- |
| 1773  | ↗1778 | ↗1798 | ↗1816 | ↘1809 | ↗1811 | ↘1787 |
| 2017  | 2018  | 2019  | 2020  | 2021  |       |       |
| ↗1796 | ↗1812 | ↘1804 | ↘1769 | ↘1668 |       |       |

## Состав сельского поселения
| № | Населённый пункт | Тип населённого пункта       | Население |
| - | ---------------- | ---------------------------- | --------- |
| 1 | Владимирский     | посёлок                      | ↘693      |
| 2 | Новосельское     | село                         | ↘126      |
| 3 | Первомайское     | село, административный центр | ↘759      |
| 4 | Циково           | село                         | ↗195      |